# Amósis II
Amásis/Amósis II, leitura em grego popularizada por Heródoto, ou Ahmés II, em egípcio, foi um faraó da XXVI dinastia egípcia, que governou entre 570 e 526 a.C., na Época Baixa. O nome egípcio do faraó, Ahmés-Saneit, significa "Nascido da Lua, Filho de Neit".
Amósis era oriundo de uma pequena cidade do nomo de Saís no Baixo Egito, sendo filho de uma mulher de nome Tashereteneset. Começou por ser um general do faraó Apriés que conquistou o poder devido ao clima de descontentamento no exército egípcio. Este descontentamento estava relacionado com a penetração de mercenários gregos no exército que fazia os Egípcios se sentirem preteridos. Após o fracasso da expedição militar que Apriés enviou a Cirene para apoiar o soberano local, o exército aproveitou para se rebelar. Amósis, inicialmente enviado para tentar conter a revolta, acabou por ser eleito faraó pelos soldados. Após várias tentativas falhadas para tentar recuperar o poder, o rei Apriés foi capturado e estrangulado, e Amósis II tornou-se o novo soberano.
No início do seu reinado Amósis teve que fazer frente a uma nova tentativa do rei babilónico Nabucodonosor II para conquistar o Egito, que atingiu a região de Delta. Contudo, o seu reinado foi pacífico, registando-se apenas como grande campanha militar a conquista da ilha de Chipre.
Apesar de ter conquistado o poder graças a um ambiente de xenofobia, Amósis manteve relações de amizade com a Grécia; a sua esposa era mesmo grega. O rei concentrou a presença grega na colónia de Náucratis, na região ocidental do Delta (perto da actual Alexandria), numa tentativa de reduzir os contactos entre egípcios e gregos. A esta cidade concedeu privilégios fiscais e comerciais. Para além disso, o faraó apoiou a reconstrução do santuário de Apolo em Delfos, que tinha sido destruído pelas chamas em 548 a.C..
Amósis tentou conter o avanço dos Persas no Médio Oriente, aliando-se com a Lídia, várias cidades gregas e Samos, cujo tirano Polícrates era detentor de uma poderosa frota.
Segundo o historiador Heródoto, o faraó era um amante da bebida e das mulheres, razão pela qual deixava a governação em segundo plano. Estes relatos devem ser encarados como anedotas com pouco rigor histórico.
Ordenou bastantes construções, como a ampliação de templo de Neit em Sais e um santuário de Ísis em Mênfis.
Amósis foi sepultado na necrópole de Saís, mas o seu túmulo não foi até hoje identificado. Foi sucedido pelo seu filho Psamético III que governou durante pouco tempo, dado que o rei persa Cambises II aproveitou para conquistar o Egito, colocando o ponto final no chamado período saíta (assim denominado devido ao facto da capital do Egito ser Sais, correspondendo à época da XXVI dinastia), uma era de renascimento da cultura egípcia.

## Titulatura
| nswt&bity |

| nswt&bity |

|                |    |     |     |
| \| \| \| \| \| |    |     |     |
|                |    |     |     |
| N5             | W9 | G17 | F34 |

| N5 | W9 | G17 | F34 |

|                |    |     |     |
| \| \| \| \| \| |    |     |     |
|                |    |     |     |
| N5             | W9 | G17 | F34 |

| N5 | W9 | G17 | F34 |

|                |    |     |     |
| \| \| \| \| \| |    |     |     |
|                |    |     |     |
| N5             | W9 | G17 | F34 |

| N5 | W9 | G17 | F34 |

|                |    |     |     |
| \| \| \| \| \| |    |     |     |
|                |    |     |     |
| N5             | W9 | G17 | F34 |

| N5 | W9 | G17 | F34 |

| G39 | N5 | \| \| |
|     |    |       |

|  |

| G39 | N5 | \| \| |
|     |    |       |

|  |

|                |     |     |     |
| \| \| \| \| \| |     |     |     |
|                |     |     |     |
| N12            | F31 | R24 | G39 |

| N12 | F31 | R24 | G39 |

|                |     |     |     |
| \| \| \| \| \| |     |     |     |
|                |     |     |     |
| N12            | F31 | R24 | G39 |

| N12 | F31 | R24 | G39 |

|                |     |     |     |
| \| \| \| \| \| |     |     |     |
|                |     |     |     |
| N12            | F31 | R24 | G39 |

| N12 | F31 | R24 | G39 |

|                |     |     |     |
| \| \| \| \| \| |     |     |     |
|                |     |     |     |
| N12            | F31 | R24 | G39 |

| N12 | F31 | R24 | G39 |